# Universität Hoseo
Die Hoseo-Universität ist eine Christliche Polytechnische Universität in Cheonan,  Chungcheongnam-do, Südkorea. Die Einrichtung wurde 1978 zunächst als College gegründet, 1981 in eine Universität umgewandelt und 1988 um einen zweiten Campus in Asan erweitert.
Die Universität gliedert sich in fünf Colleges. Sie bietet mit einem Lehrpersonal von ca. 320 Fakultätsmitgliedern Hauptstudiengänge in Theologie und Geisteswissenschaften, Recht und Sozialwissenschaften, Naturwissenschaften, Ingenieurwissenschaften, Musik und Design an.